# Ǩ
Cette page contient des caractères spéciaux ou non latins. S’ils s’affichent mal (▯, ?, etc.), consultez la page d’aide Unicode.
Ǩ (minuscule : ǩ), appelé K caron ou K hatchek, est une lettre utilisée dans l'écriture du laze, du same skolt et dans la romanisation ISO 9 pour la lettre cyrillique ka potence ‹ Ҡ ҡ ›.
Elle est formée de la lettre K diacritée d'un caron.

## Utilisation
En same skolt, ǩ sert à représenter le son [c͡ç].
Contrairement à la pratique avec d’autres lettres à ascendante où le caron est substitué pour un trait oblique en exposant, comme pour L caron ‹ ľ › en slovaque ou D caron ‹ ď › et T caron ‹ ť › en slovaque et tchèque, le caron du K caron n’est pas substitué en same skolt.
En laze, le caron de la lettre minuscule ǩ a la forme d’un trait oblique en exposant.

### Variantes et formes
| Majuscule | Minuscule | Description                                                                                  |
| --------- | --------- | -------------------------------------------------------------------------------------------- |
|           |           | Formes utilisées en same skolt.                                                              |
|           |           | Formes alternatives utilisées en same skolt.                                                 |
|           |           | Formes utilisées en laze, où la minuscule a un caron simplifié ressemblant à un accent aigu. |

## Représentations informatiques
Le K caron peut être représenté avec les caractères Unicode suivant :
- précomposé (latin étendu B) ;

| formes    | représentations | chaînes de caractères | points de code | descriptions                    |
| --------- | --------------- | --------------------- | -------------- | ------------------------------- |
| capitale  | Ǩ               | Ǩ                     | U+01E8         | lettre majuscule latine k caron |
| minuscule | ǩ               | ǩ                     | U+01E9         | lettre minuscule latine k caron |

- décomposé (latin de base, diacritiques) :

| formes    | représentations | chaînes de caractères | points de code | descriptions                                |
| --------- | --------------- | --------------------- | -------------- | ------------------------------------------- |
| capitale  | Ǩ               | K◌̌                    | U+004B U+030C  | lettre majuscule latine k diacritique caron |
| minuscule | ǩ               | k◌̌                    | U+006B U+030C  | lettre minuscule latine k diacritique caron |